# Hejing (häradshuvudort i Kina, Xinjiang Uygur Zizhiqu, lat 42,32, long 86,38)
Hejing (kinesiska: 和静, 和静县) är en häradshuvudort i Kina. Den ligger i den autonoma regionen Xinjiang, i den nordvästra delen av landet, omkring 190 kilometer sydväst om regionhuvudstaden Ürümqi. Antalet invånare är 160 804. Befolkningen består av 76 460 kvinnor och 84 344 män. Barn under 15 år utgör 18,0 %, vuxna 15-64 år 74 %, och äldre över 65 år 6,0 %.
Runt Hejing är det ganska glesbefolkat, med 22 invånare per kvadratkilometer. Det finns inga andra samhällen i närheten. Trakten runt Hejing består till största delen av jordbruksmark.
Genomsnittlig årsnederbörd är 176 millimeter. Den regnigaste månaden är juni, med i genomsnitt 59 mm nederbörd, och den torraste är januari, med 1 mm nederbörd.